# Гемпп, Фридрих
Фридрих Гемпп (Friedrich Gempp; 1873—1947) — немецкий военный деятель, писатель, генерал-майор (1941). Заместитель руководителя немецкой военной разведки Вальтера Николаи в годы Первой мировой войны.

## Биография
Уроженец Фрайбурга, окончил Фрайбургскую гимназию (1892) и два курса правового факультета Страсбургского университета. С апреля по декабрь 1884 года обучался в военной школе в Герсфельде, затем продолжил службу в армии. В 1901 году поступил слушателем в Военную академию в Берлине, которую окончил в 1905 году, получив звание лейтенанта.
В 1906—1913 годах проходил службу в Генштабе и на командных должностях в армии. В 1913 году назначен офицером разведки в штабе 1-го армейского корпуса. После начала войны занимал аналогичные должности в штабе 8-й армии (Восточная Пруссия) и на Восточном фронте. В 1917 году назначен заместителем руководителя разведки германского Генерального штаба полковника Вальтера Николаи и занимал эту должность до октября 1919 года.
В 1920—1927 годах возглавлял военную разведку Веймарской республики. 30 июня 1927 года вышел в отставку.
С 1928 по 1944 год по поручению разведуправления написал для служебного пользования многотомный труд «Секретная военная разведка и контрразведка», так называемый «Отчет Гемппа». При этом подробно документировал и обосновывал работу немецкой военной разведки до конца Первой мировой войны. В результате этого отчета, который в 1945 году попал в руки американцев, стали известны бывшие и в некоторых случаях еще не идентифицированные агенты или старшие офицеры, такие как Эльсбет Шрагмюллер. Затем отчет хранился в недоступном для публики Национальном управлении архивов и документации (NARA) в Вашингтоне, округ Колумбия, пока в середине 1970-х годов не был возвращен в Германию. Сейчас он находится в военном архиве во Фрайбурге.
26 августа 1939 года в ходе мобилизации для нападения на Польшу Гемпп был восстановлен на военной службе и до мая 1943 года служил в управлении «Заграница-абвер» Верховного командования вермахта. 1 февраля 1941 года произведен в генерал-майоры, 31 мая 1943 года уволен в отставку.
Задержан 10 августа 1946 года сотрудниками Берлинского оперсектора в Ростоке, формально арестован в Москве 3 января 1947 года. Содержался на даче в Серебряном Бору вместе со своим бывшим начальником полковником Николаи. Скончался в тюремной больнице Бутырской тюрьмы от паралича сердца 21 апреля 1947 года — почти одновременно с Николаи (тот скончался 4 мая). По заключению Главной военной прокуратуры РФ от 10 сентября 2001 года, признан привлечённым к уголовной ответственности необоснованно, по политическим мотивам.